# Morris Kirksey
Morris Marshall Kirksey (* 13. September 1895 in Waxahachie, Texas; † 25. November 1981 in Stanford, Kalifornien) war ein US-amerikanischer Leichtathlet und Olympiasieger.
Kirksey war Student an der Stanford-Universität und studierte Philosophie, als er 1921 über 100 Yards bei den  amerikanischen Meisterschaften gewann und den von Charles Paddock aufgestellten Rekord einstellte. Er war einer von sechs amerikanischen Athleten, die eine Goldmedaille in zwei verschiedenen olympischen Sportarten gewannen. 
Bei den VII. Olympischen Spielen 1920 in Antwerpen gewann er die Silbermedaille im 100-Meter-Lauf, hinter dem US-Amerikaner Charles Paddock und vor dem Briten Harry Edward. Sechs Tage später gewann er die Goldmedaille im 4-mal-100-Meter-Staffellauf zusammen mit seinen Teamkollegen Charles Paddock, Jackson Scholz und Loren Murchison, vor den Teams von Frankreich und Schweden. Gegen Ende dieser Olympischen Spiele gewann er seine zweite Goldmedaille als Mitglied der amerikanischen Rugby-Union-Nationalmannschaft, die im Endspiel 8:0 gegen Frankreich gewann.